# Југословенски нуклеарни програм
Едвард Кардељ је приликом покретања првог југословенског нуклеарног програма крајем 1948. године изговорио једну чувену реченицу - “Морамо имати атомску бомбу. Морамо је направити макар нас годинама стајала половину свих прихода.”
Главни мотив за нуклеарно оружје био је сукоб Тито-Стаљин и избацивање Југославије из заједнице комунистичких земаља. Институти који су учествовали у прављењу атомске бомбе су: Институт за истраживање структуре материје (касније преименован у Институт нуклеарних наука Борис Кидрич) основан је у Винчи код Београда 1948; Институт Јожеф Штефан под вођством Антона Петерлина основан је у Љубљани 1949; Институт Руђер Бошковић под водством Ивана Супека основан је идуће године у Загребу. Према службеном извештају “Нуклеарна енергија у Југославији” између 1948. и 1953. године, утрошено је 1,75 милијарди тадашњих динара, (око 282 милиона америчких долара према курсу из 2010. године), а процењује се да је додатну милијарду динара тражило истраживање и експлоатисање уранове руде у истом раздобљу.
Према једном документу намењеном само политичком врху од 25.05.1953. године, где пише “Два битна услова за развитак атомске енергије код нас” је “производња атомског оружја”, а тек други циљ је био “употреба атомске енергије у цивилне и економске сврхе”. Документ међу осталим критикује југословенску бирократију због спорости, због куповине десет тона тешке воде у Норвешкој.
Предуслов производње атомске бомбе била је изградња нуклеарних реактора и постројења за прераду нуклеарног горива. Партнерство је остварено са Норвешком и Совјетским Савезом.
Програм нуклеарних истраживања настављао се пуним темпом. У Винчи је основано Одељење за обнављање нуклеарног горива 1956. године; уређај нулте снаге модификован тешком водом саграђен је на истој локацији 1958. године, а 1959. допремљен је и истраживачки реактор снаге 6,5 мегавата покретан ураном обогаћеним на 80% уран-235. Овај реактор саградили су Совјети, а испоручивали су тешку воду и високообогаћени уран. Разлог томе било је отопљење односа са Совјетским Савезом за време Хрушчова што је омогућило совјетско-југословенску сарадњу.
Ипак, педесетих је с Југославијом најтешње сарађивала Норвешка (која је и сама педесетих разматрала војни аспект истраживања - била је шеста земља која је успешно саградила нуклеарни реактор). Југославију је посебно занимало хемијско добијање плутонијума из радиоактивног горива.
Средином 1953. Дедијер је потписао уговор с норвешком компанијом о куповини пет тона тешке воде (што је била допуна куповини веће и јефтиније количине у Совјетском Савезу). Од тада Винча све више сарађује с Норвешком на преради плутонијума (што је видљиво у многим научним публикацијама југословенских аутора)
Године 1957. снимљен је филм Атомска бајка, режисера Николе Радошевића, који критички говори о производњи атомског наоружања. Филм је забрањен и до данас је остао у бункеру.
Југословенски државни подсекретар Слободан Накићеновић октобра 1960. године наводи нужност набавке фабрике за прераду плутонијума како би се прерађивало истрошено гориво, а “уређај би требало да има капацитет од најмање једне и по тоне урана на годину, како би реактор могао радити пуном снагом.” Где би касније могли повећати капацитет на десет тона на годину, што Накићеновић оправдава као “резерву за могуће повећање снаге реактора или за гориво за будуће нове реакторе”.
Договор је постигнут о изградњи такве лабораторије у Винчи и то већих димензија. Технички нацрти за фабрику су послати Југославији 1962. године, а 1966. је Норвешка послала у Винчу нешто плутонијума високог квалитета. Фабрика међутим никада није саграђена (прерада на нивоу лабораторије се ипак обављала). Тито је у међувремену обуставио програм. Разлози томе били су многи. Совјетска претња Југославији је ослабила након доласка Хрушчова на власт. Тито је у међувремену постао један од вођа покрета несврстаности, па би му нуклеарне аспирације наштетиле угледу. Напослетку, програм је био врло скуп, а понудио је мало резултата. Но то не значи да су нуклеарне амбиције Југославије ту и умрле.
Замах развитку бомбе започет је тек за време мандата секретара за народну одбрану Бранка Мамуле (1982-1988), дакле након Титове смрти. Цивилна маска за програм нуклеарног наоружавања била је градња електране Кршко. Стварност је ипак била нешто другачија од маштања политичких званичника. Програм за развој бомбе није примио већа улагања иако је одабран њен тип (имплозијска бомба на бази плутонијума). Тада су задржана два паралелна програма, војни Програм А, те цивилни Програм Б (11 пројеката за мирољубиве сврхе). У документу НУКЛИН-а (обједињујуће тело основано 1981. које је повезивало све учеснике у југословенском нуклеарном програму) процењено је да је на различитим пословима током осамдесетих било ангажовано 220 научника годишње, као и да је током осамдесетих за те сврхе потрошена 21.768 милијарди динара, односно око 95 милиона долара.
Сви пројекти програма Б били су добро прилагођени потребама Програма А којег је требало опремити материјалом. Главна оперативна одговорност за надгледање оба програма поверена је нуклеарном одељењу Војнотехничког института у Београду којем је на челу био пуковник Мартин Сајнкар. Већина послова је била и концентрисана на подручју Београда у оквиру три института - Винче, Института за физику и Војнотехничког института.
Већину послова су обављали тимови специјалиста са сва три института, иако су загребачки институт Руђер Бошковић и љубљански Јожеф Стефан такође били повезани. Тако је у Загребу циљ био развити неутронску компоненту (тачније истражити полонијско-берилијумски извор те њихове алтернативе) бомбе. Тек два од десетак физичара је знало директну сврху свога посла. Зато је изграђена и нова зграда како би се прикриле тајне делатности. До градње прототипа никад није дошло.
Наиме средином 1987. године програм А је обустављен, а програм Б је окончан 1990. доношењем новог савезног закона о забрани градње нових нуклеарних електрана. Главно достигнуће нуклеарних аспирација био је етнички шаролики високостручни кадар и педесетак килограма свежег уранског горива употребљивог за бомбу (и десет килограма нискоозраченог високообогаћеног урана). Тај материјал је стављен под надзор Међународне агенције за нуклеарну енергију која је у неколико наврата деведесетих појачавала контролу због политичке ситуације у Србији и свету.
Југословенско ново вођство након промене власти у октобру 2000. године је 15 месеци преговарало са мултинационалним преговарачким тимом о уклањању горива. Иницијатор преговора биле се САД. У августу 2002. године, 48 килограма 80% У-235 превезено је из Београда у руски институт у Дмитровград. Идуће године југословенска влада је објавила и службени мораторијум на развој нуклеарне технологије. Остало је питање Винче као лабораторије за развој.
Од јула 2002. у сарадњи са Међународне агенције за нуклеарну енергију Србија проводи ВИНД програм како би уклонила искоришћено гориво, обезбедила нуклеарни отпад и раставила истраживачки реактор. Трошкове уклањања финансирали су и америчка администрација, Европска унија те међународне невладине организације.
Последњи елементи (од око 8.000 њих) потрошеног горива су напустили Институт у Винчи 18. новембра 2010. и превезени су под великим обезбеђењем од чак 3.000 добро наоружаних српских полицајаца до Мађарске па је даље конвој ишао према Словенији и завршио је у луци Копар. Тамо је 21. новембра укрцано на брод и отпремљено у Мурманск. У Русији је гориво завршило у постројењу у Озерску где ће се гориво коначно ускладиштити након обраде. Уклањање горива из Винче била је највећа таква међународна акција у историји, а оставила је подручје бивше Југославије без материјала који би се могао искористити за израду нуклеарног наоружања.

## Институти који су настали као део нуклеарног програма

### Србија
- Институт за нуклеарне науке "Борис Кидрич" у Винчи
- Институт за Физику у Земуну
- Институт за примену нуклеарне енергије "ИНЕП"
- Институт за технологију нуклеарних и других минералних сировина

### Хрватска
- Нуклеарни институт "Руђер Бошковић" у Загребу

### Словенија
- Нуклеарни институт "Јожеф Штефан" у Љубљани

## Рудници уранијума у Југославији

### Србија
- Рудник уранијума Габровница, Кална, Источна Србија

### Словенија
- Рудник уранијума Жирновски врх, Тодраж, Западна Словенија

## Нуклеарно образовање у Србији данас

### Универзитет у Београду
- Електротехнички факултет- нуклеарно инжењерство, енергетика, радиоекологија, дозиметрија, медицинска физика
- Физички факултет - нуклеарна физика, квантна физика, медицинска физика...
- Факултет за физичку хемију - радиохемија, аналитичка хемија...
- Машински факултет - термотехника и нуклеарни реактори
- Рударско-геолошки факултет- уранијумске руде
- Технолошко-металуршки факултет - нуклеарни материјали

### Универзитет у Новом Саду
- Природно-математички факултет у Новом Саду- нуклеарна физика, радиохемија, медицинска физика

### Универзитет у Нишу
- Природно-математички факултет у Нишу - нуклеарна физика, медицинска физика

### Универзитет у Крагујевцу
- Природно-математички факултет у Крагујевцу - нуклеарна физика, медицинска физика

## Spoljašnje veze
- Југославенски нуклеарни програм 1 Део - Племенити Цханнел
- Југославенски нуклеарни програм 2 Део - Племенити Цханнел